# Púpos egyrétűtapló
A púpos egyrétűtapló (Trametes gibbosa) a likacsosgombafélék családjába tartozó, Eurázsiában elterjedt, lombos fák elhalt törzsén élő, nem ehető gombafaj. 

## Megjelenése
A púpos egyrétűtapló termőteste konzolos, 5-20 cm széles, 2-4 cm vastag és 3-15 cm-re nyúlik ki a fatörzsről. Alakja felülnézetben általában félkörös, de ha egy tuskó tetején nő, egész kört is leírhat. Felszíne ráncos, rücskös, fiatalon bársonyos, később lecsupaszodik, esetenként zónázott lehet. Széle fiatalon lekerekített, később éles, hullámos. Színe okkeres vagy sárgásfehér, legtöbbször a rátelepedett algáktól zöld. 
Húsa fiatalon puha, később fás, kemény; színe fehér vagy krémszínű. Íze kesernyés, szaga nem jellegzetes. 
Termőrétege pórusos. A pórusok megnyúltak, résszerűek, viszonylag nagyok (1-2/mm). Színe fehéres vagy krémokker.
Spórapora fehér. Spórája kolbász alakú vagy elliptikus, felszíne sima, mérete 4-5,5 x 2 µm.

### Hasonló fajok
A borostás egyrétűtapló hasonlít hozzá. 

## Elterjedése és termőhelye
Eurázsiában honos. Magyarországon gyakori. 
Lombos fák (főleg bükk, de gyertyán, tölgy is) elhalt törzsén nő, annak anyagában fehérkorhadást okoz. A termőtestek egész évben láthatók. 

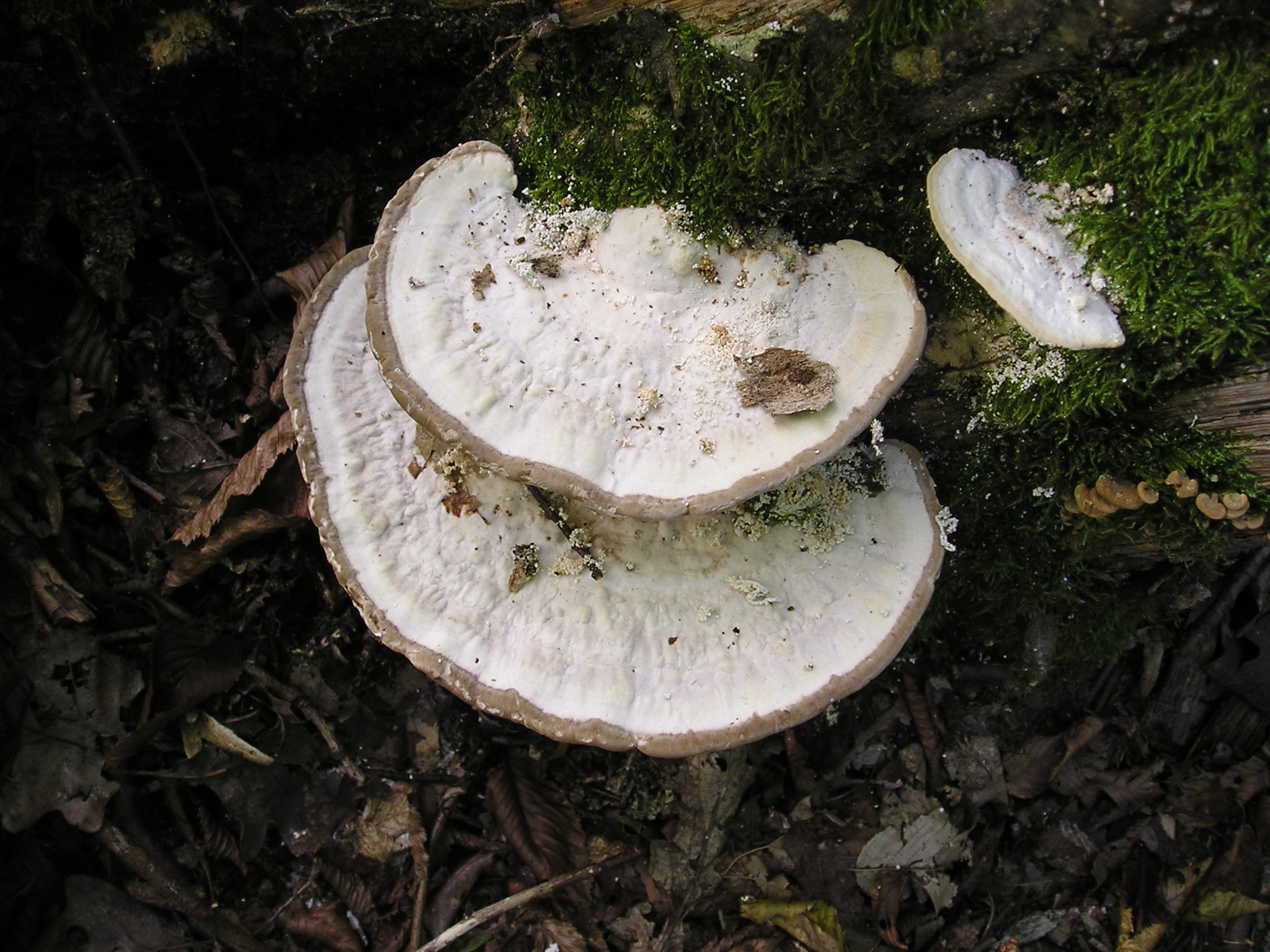
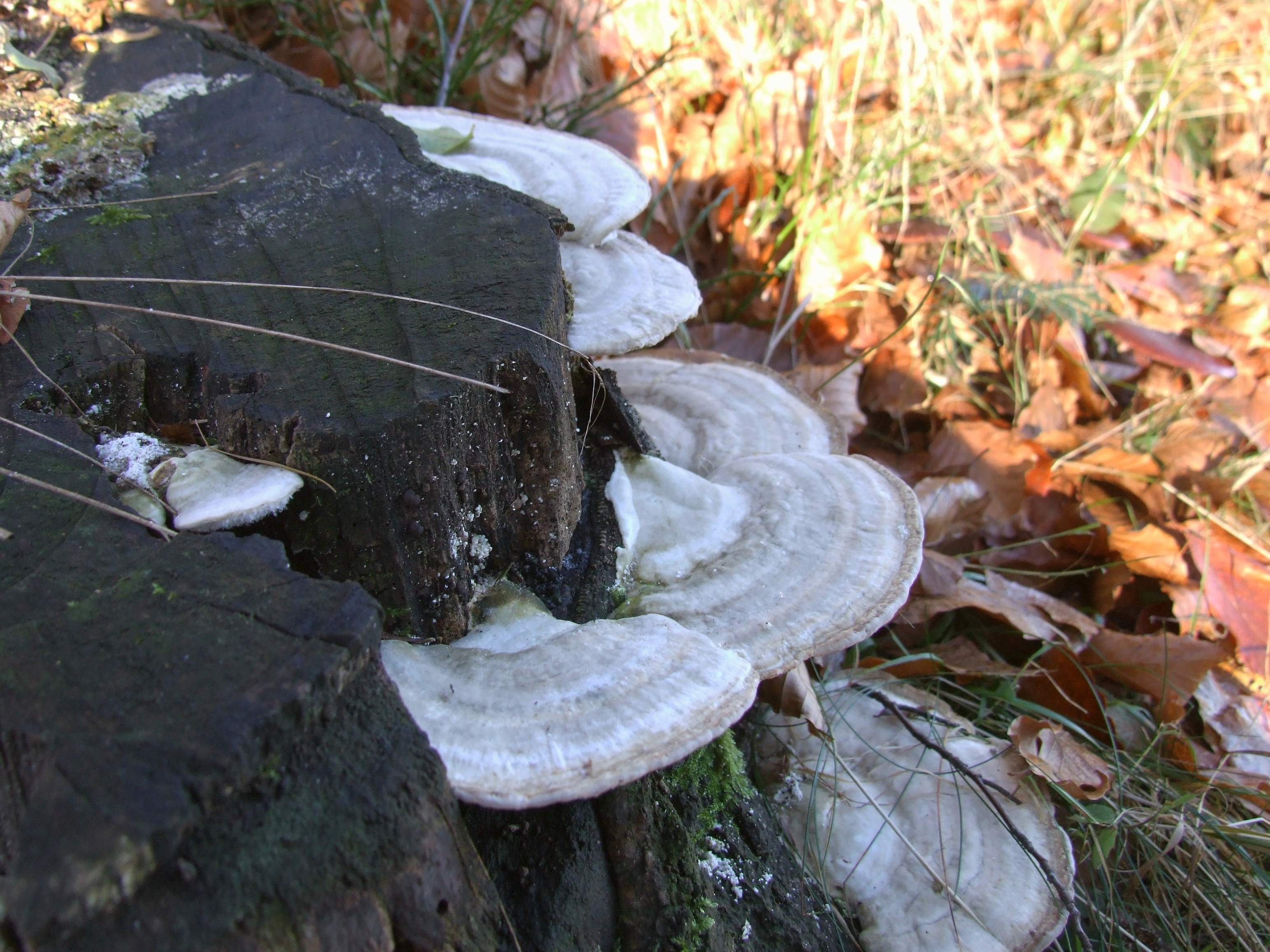
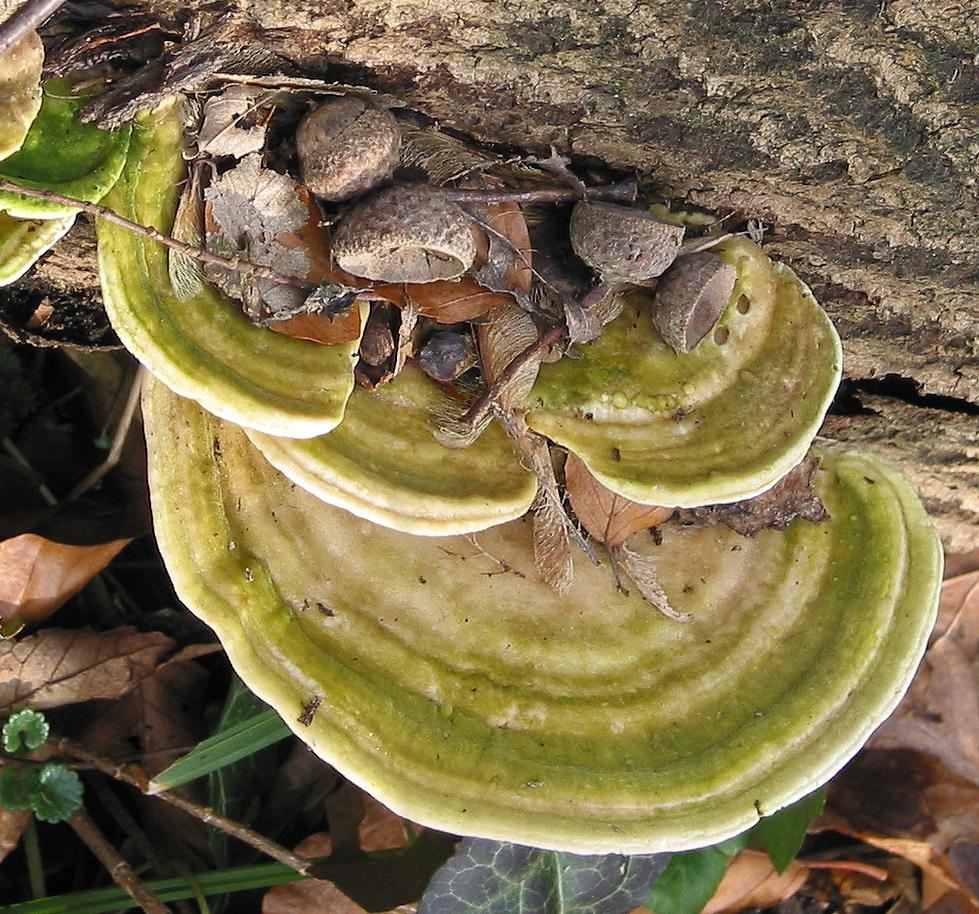
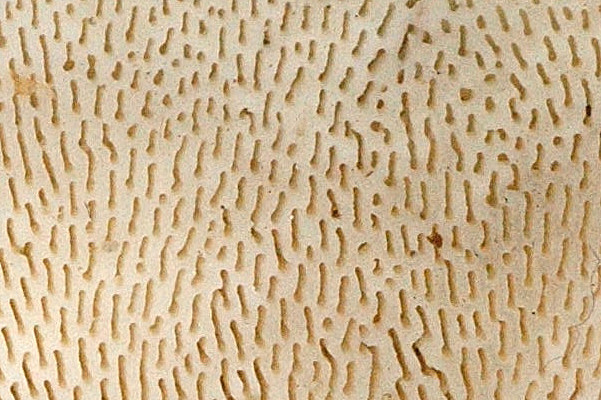
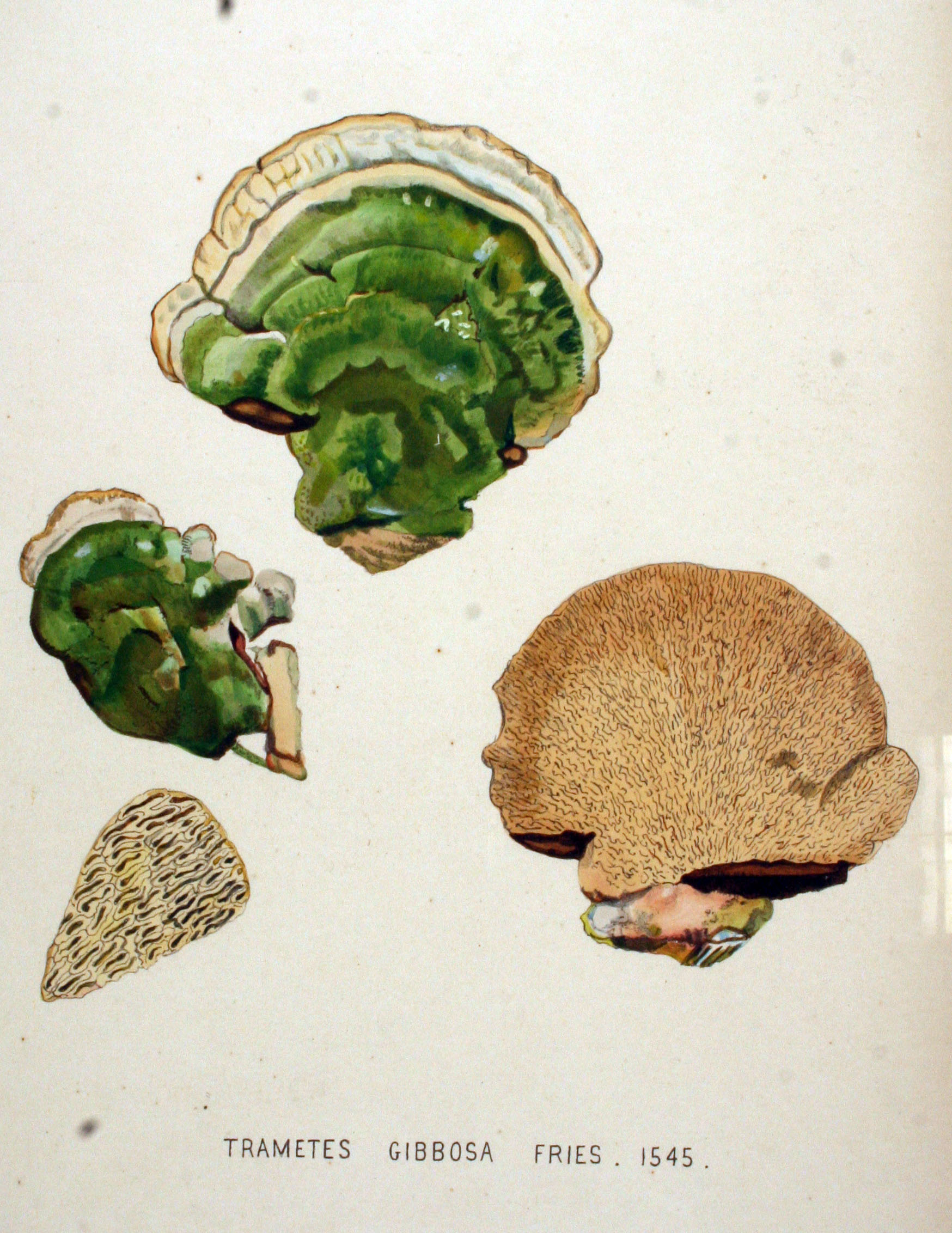

Nem ehető.  